# Enzo G. Castellari

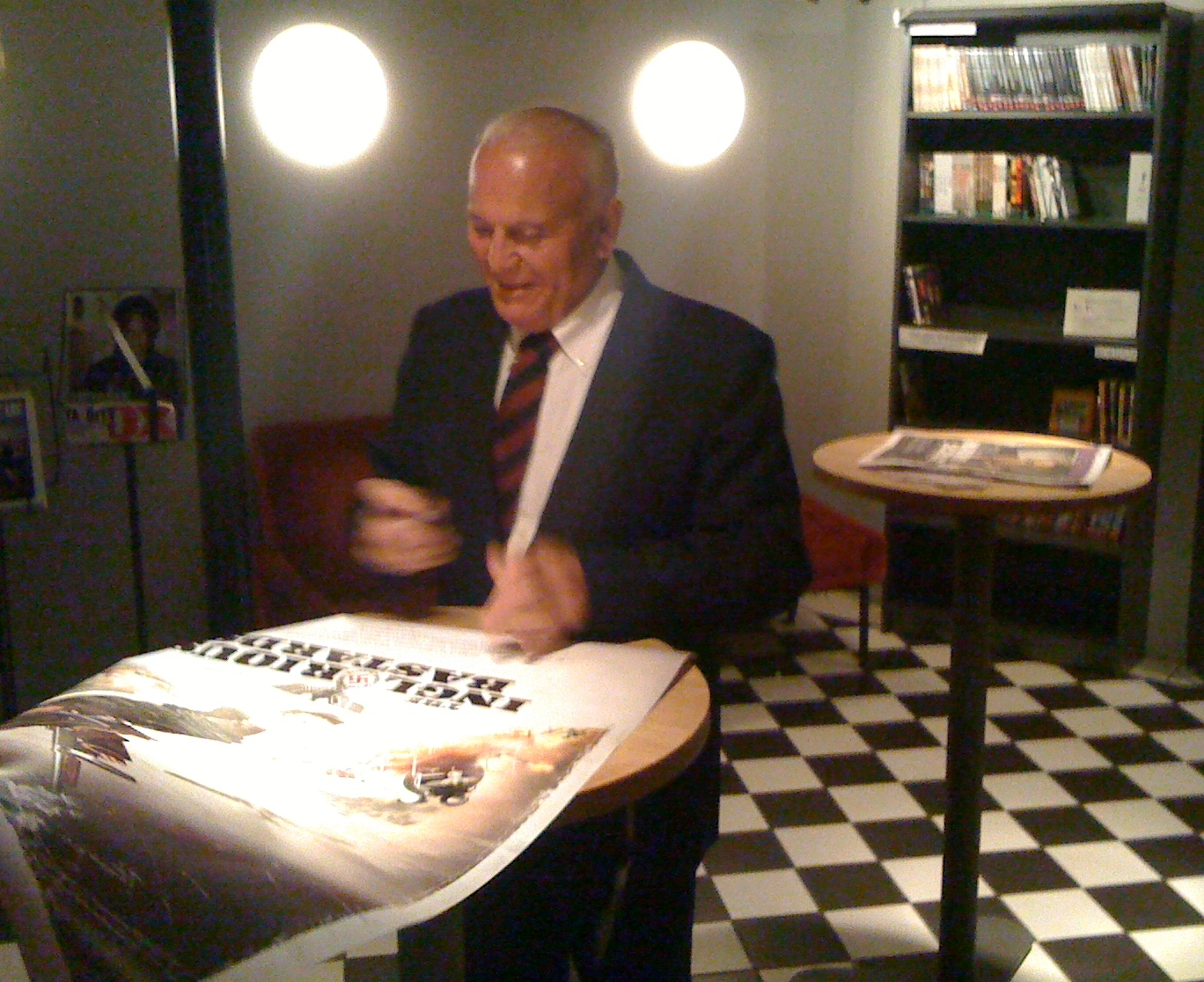
Enzo Castellari, 2009

Enzo Girolami Castellari (meist Enzo G. Castellari oder Enzo Castellari; * 29. Juli 1938 in Rom) ist ein italienischer Filmregisseur.

## Leben
Castellari stammt aus einer intensiv mit dem italienischen Film verbundenen Familie; so war zum Beispiel sein Vater Marino Girolami ebenfalls Regisseur, Bruder Ennio und Schwester Stefania wurden Schauspieler. Auch Enzo Castellari, der Architektur studierte und eine Zeit lang als Boxer aktiv war, wurde von seinem Vater in einigen Rollen als Schauspieler eingesetzt und arbeitete unter anderem als Regieassistent. Nach der inoffiziellen Inszenierung eines Filmes (1966) konnte er schon im nächsten Jahr seine eigene Regiekarriere starten. Castellari drehte als Regisseur in den 1960ern und 1970er Jahren zahlreiche Filme. Als Höhepunkte seines Schaffens gelten zwei Poliziottesco-Filme sowie der Italowestern Keoma – Das Lied des Todes mit Franco Nero. Diese Filme bestachen durch ihre innovative Kameraarbeit. In Italien gelten Tote Zeugen singen nicht, Ein Bürger setzt sich zur Wehr und Der Tag der Cobra als Kultfilme. Mit Fabio Testi dreht er noch die Polizeifilme Racket und Dealer Connection – Die Straße des Heroins. Quentin Tarantino hat häufig eine starke Beeinflussung seines Stils durch Castellari angegeben, sein Film Inglourious Basterds ist ein Remake einer Arbeit von Castellari aus dem Jahr 1978.
In späteren Jahren drehte Castellari einige Endzeit-Filme im Mad-Max-Stil und arbeitete nach dem Niedergang des italienischen Kinos hauptsächlich für das Fernsehen. 1993 drehte er Die Rache des weißen Indianers, der sich inhaltlich an Keoma anlehnt. Seit Jahren kündigt er die Dreharbeiten zu einem neuen Western (Arbeitstitel: Nikita Jones) mit Franco Nero an.
In den meisten seiner Filme übernimmt Castellari eine kleine Rolle.

## Filmografie (Auswahl)

### Regie
- 1966: Django kennt kein Erbarmen (Pochi Dollari per Django) (inoffiziell)
- 1967: Die Satansbrut des Colonel Blake (7 winchester per un massacro)
- 1967: Leg ihn um, Django (Vado… l’ammazzo e torno)
- 1968: Drei ausgekochte Halunken (I tre che sconvolsero il West (Vado, vedo e sparo))
- 1968: Django – Die Totengräber warten schon (Quella sporca storia nel West)
- 1968: Töte alle und kehr allein zurück (Ammazzali tutti e torna solo)
- 1969: Stukas über London (La battaglia d’Inghilterra)
- 1971: Gli occhi freddi della paura
- 1971: Das Pferd kam ohne Socken (Ettore lo fusto)
- 1972: Tedeum – Jeder Hieb ein Prankenschlag (Te deum)
- 1973: Tote Zeugen singen nicht (La polizia incrimina la legge assolve)
- 1974: Ein Mann schlägt zurück (Il cittadino si ribella)
- 1975: Zwiebel-Jack räumt auf (Cipolla Colt)
- 1975: Scaramouche, der Teufelskerl (Le avventure e gli amori di Scaramouche)
- 1976: Racket (Il grande racket)
- 1976: Keoma – Das Lied des Todes (Keoma)
- 1977: Dealer Connection – Die Straße des Heroins (La via della droga)
- 1978: Ein Haufen verwegener Hunde (Quel maledetto treno blindato)
- 1979: Sensitivitá
- 1979: Dschungel-Django (Il cacciatore di squali)
- 1980: Tag der Kobra (Il giorno del Cobra)
- 1981: The Last Jaws – Der weiße Killer (L’ultimo squalo)
- 1982: The Riffs – Die Gewalt sind wir (1990: I guerrieri del Bronx)
- 1983: Metropolis 2000 (I nuovi barbari)
- 1983: The Riffs II – Flucht aus der Bronx (Fuga dal Bronx)
- 1984: Tuareg (Tuareg – Il guerriero del deserto)
- 1985: Neonkiller (Colpi di luce)
- 1987: Striker 2 (Striker)
- 1987: Special Agent Hammerhead (Hammerhead)
- 1989: Sindbad – Herr der sieben Meere (Sinbad of the Seven Seas)
- 1990–1991: Zwei Supertypen in Miami (Fernsehserie)
- 1993: Die Rache des weißen Indianers (Jonathan degli orsi)
- 1996: Die Rückkehr des Sandokan (TV-Mini-Serie)
- 1997: Prinzessin Amina (TV-Mini-Serie)
- 2000: Gioco a oncastro (Fernsehfilm)
- 2010: Caribbean Basterds

### Schnitt
- 1964: I magnifici Brutos del West